# Edifício Docas de Santos
O Edifício Docas de Santos, também conhecido como RB46, é uma edificação construída no início do século XX, um dos primeiros edifícios da Avenida Central (atual Avenida Rio Branco) e serviu de sede para a Companhia Docas de Santos. O edifício está localizado no Centro, bairro da cidade do Rio de Janeiro. É um patrimônio histórico nacional, tombado pelo Instituto do Patrimônio Histórico e Artístico Nacional (IPHAN), na data de 28 de julho de 1978, sob o processo de nº 976-T-1978 e é um patrimônio histórico estadual, tombado pelo Instituto Estadual do Patrimônio Cultural (INEPAC), na data de 25 de maio de 2006, sob o processo de nº E-18/001.919/2005. Atualmente sedia a Superintendência do Instituto do Patrimônio Histórico e Artístico Nacional (IPHAN).

## História
O Edifício Docas de Santos teve o início da construção no ano de 1905 e foi inaugurado em 28 de janeiro de 1908, sendo projetado pelo arquiteto Ramos de Azevedo e construído pela empresa Antônio Jannuzzi, Irmãos & Cia, a pedido da Companhia Docas de Santos, com intuito de sediar a empresa, que ficou instalada no prédio até o ano de 1920. Entre 1920 e 1930, o edifício ficou desocupado. De 1930 até o ano de 1941, serviu como sede da Companhia Cessionária Docas do Porto da Bahia e entre 1941 e 1956, o edifício foi alugado para a Companhia de Navegação Lloyd Brasileiro. Por sete anos a edifício ficou desocupado novamente, e entre os anos de 1963 e 1986, a Companhia Docas de Santos retorna para o edifício. Em 1986, o edifício passou a ser a sede da Fundação Pró-Memória (que em conjunto com a Secretaria do Patrimônio, originou a atual IPHAN).
No ano de 2019, iniciou o processo de restauro do edifício, com um investimento de treze milhões de Reais do Fundo de Defesa de Direitos Difusos (FDD), pertencente ao Ministério da Justiça e Segurança Pública.

## Arquitetura
Edificação de arquitetura estilo eclético, foi construída com cinco pavimentos em uma área de 666 metros quadrados. Sua estrutura perimetral é de alvenaria e a estrutura central é de ferro, recebeu nos dois primeiros pavimentos o trabalho de cantaria e nos outros três pavimentos foi utilizado tijolos. As vigas de aço e chassis em fonde para o telhado, foram importados da Inglaterra, as peças de ferro para o tracejado do telhado e barrotes para o fosso do edifício, vieram da Alemanha e telhas e tijolos vieram da França.
Na fachada, a porta principal é de madeira de Jacarandá com entalhes feitos por Manoel Tunes, foi construída com 4,30 metros de altura.

Na parte interna do edifício, há pinturas de autoria de Benno Traidler e de Del Bosco, as escadas e elevadores são de ferro fundido. No piso foi utilizado mármore Carrara e madeira de lei.